# Валиуллин, Эдуард Ренадович
Эдуард Ренадович Валиуллин (род. 22 февраля 1971, Казань) — советский и российский хоккеист, защитник.

## Биография
Эдуард Валиуллин родился 22 февраля 1971 года в городе Казань.
Занимался хоккеем с шайбой в казанском СК имени Урицкого.
Играл на позиции защитника. В 1988—1991 годах выступал во второй лиге за «Сокол» из Новочебоксарска. За три сезона провёл 137 матчей, набрал 20 (13+7) очков.
По ходу сезона-1990/91 перебрался в серовский «Металлург», в составе которого дебютировал в первой лиге, провёл 35 матчей, набрал 4 (3+1) очка. В сезоне-1991/92 сыграл за «Металлург» 24 поединка во второй лиге, набрав 3 (2+1) очка. Завершал сезон в казанской «Итили», сыграв 15 поединков переходного турнира и сделав одну голевую передачу.
В 1992—1995 годах продолжал выступал за «Итиль» в Межнациональной хоккейной лиге. За три сезона провёл 115 встреч, заработал 9 (2+7) очков. Параллельно в сезоне-1992/93 выступал за казанский «Тан» (26 матчей, 3+1), в сезоне-1994/95 — за «Итиль-2» (2, 0+1).